# Hövelhof
Hövelhof este o comună din landul Renania de Nord-Westfalia, Germania.
1. ↑   http://www.hoevelhof.de/rathaus/06_buergermeister/116070100000009769.php Lipsește sau este vid: |title= (ajutor)
2. ↑  Alle politisch selbständigen Gemeinden mit ausgewählten Merkmalen am 31.12.2018 (4. Quartal) (în germană), Statistisches Bundesamt[*], arhivat din original la 10 martie 2019, accesat în 10 martie 2019